# Reprezentacja Niemiec w hokeju na lodzie kobiet
Reprezentacja Niemiec w hokeju na lodzie kobiet – narodowa żeńska reprezentacja tego kraju. Należy do Dywizji Pierwszej.

## Starty w Mistrzostwach Świata
- 1990 – 7. miejsce
- 1994 – 8. miejsce
- 1999 – 7. miejsce
- 2000 – 7. miejsce
- 2001 – 5. miejsce
- 2004 – 6. miejsce
- 2005 – 5. miejsce
- 2007 – 8. miejsce
- 2008 – 9. miejsce
- 2009 – 11. miejsce
- 2011 – 9. miejsce
- 2012 – 7. miejsce
- 2013 – 5. miejsce

## Starty w Igrzyskach Olimpijskich
- 2002 – 6. miejsce
- 2006 – 5. miejsce
- 2014 – 7. miejsce